# B-40
La  B-40, coneguda com a Quart Cinturó, Ronda del Vallès i, oficialment, Autovia Orbital de Barcelona, és una autovia de nova construcció, en diverses fases d'estudi, projecte, aprovació, licitació, construcció i ús, segons el tram, que en una primera fase connectarà l'Autovia del Nord-est, a Abrera, amb Terrassa. Posteriorment, ha de continuar fins a Granollers i Mataró pel nord, i fins a Sant Sadurní pel sud, enllaçant tots dos extrems amb l'autopista AP-7. Es planteja com a part d'un eix europeu que evitarà passar per l'Àrea Metropolitana de Barcelona.

## Història
La carretera va ser projectada durant els anys 60 del segle xx, en plena etapa desarrollista del Franquisme, i durant dècades ha tingut l'oposició de part de la ciutadania, sobretot al Vallès. Només un dels seus trams (Granollers-Mataró) s'ha dut a terme completament des de la seva planificació fa 5 dècades.
L'any 2010 es van inaugurar els trams Abrera-Olesa i Viladecavalls-Terrassa, que sumen un total de 7 km però que no estan connectats a l'espera que finalitzi la construcció dels túnels centrals de 1,2 km entre Olesa i Viladecavalls.
El pla director del Baix Llobregat (2018) va aprovar la prolongació d'Abrera a Martorell.
Amb la crisi econòmica de 2008 els projectes es van aturar i el 2015, amb els estudis caducats, Cardedeu, Caldes de Montbui, Santa Eulàlia de Ronçana o les Franqueses del Vallès en van eliminar les reserves de sòl. Els acords per als pressupostos de la Generalitat de 2023 van preveure tornar a activar el tram Terrassa-Granollers, tot i que en la pràctica només entre Terrassa i Sabadell.
L'acord de govern entre ERC i el PSC per als pressupostos de la Generalitat de 2023 va incloure la inclusió del tram Sabadell-Terrassa del Quart Cinturó, anomenat també Ronda Nord.
Immediatament es va reactivar la Campanya Contra el Quart Cinturó (CCQC), que va convocar una manifestació de protesta per al 26 de febrer de 2023 a Sabadell, que va concentrar segons els manifestants 4.000 persones i una trentena de tractors, així com representants d'ERC, Comuns i la CUP.
El 16 de febrer del 2024 entrà en servei el tram Olesa de Montserrat - Viladecavalls.

## Trams
| Tram                                | Estat (2024) | km  |
| ----------------------------------- | --- | --- |
| Sant Sadurní - Abrera               | Pendent d'estudi previ. |     |
| Abrera - Olesa de Montserrat        | En servei (29 de juny del 2010) | 2,2 |
| Olesa de Montserrat - Viladecavalls | En servei (16 de febrer del 2024) | 6,2 |
| Viladecavalls - Terrassa            | En servei (29 de juny del 2010) | 4,8 |
| Terrassa - Granollers               | Estudi informatiu |     |
| Granollers - Mataró                 | En servei (26 de juliol del 1995), ara anomenada C-60 (10 km) al transferir-se des de la Xarxa de Carreteres de l'Estat a la Generalitat de Catalunya. | 9,4 |

## Repercussions mediambientals
Per l'acció de construcció de la carretera B-40, la gravera d'en Segur havia desaparegut, però fou recuperada artificialment l'any 1995 i 1996.
Els grups contraris a la B-40 argumenten que la construcció del Quart Cinturó fragmentarà el territori i les zones agroforestals, amb efectes sobre la biodiversitat i la qualitat de l'aire.